# Rambo III (soundtrack)
Rambo III is de originele soundtrack, gecomponeerd en gedirigeerd door Jerry Goldsmith voor de film Rambo III uit 1988 van Peter MacDonald. Het album werd uitgebracht in 1988 door Scotti Bros. Records.
De partituur werd uitgevoerd door het Hungarian State Opera Orchestra en opgenomen in de Mafilm in Boedapest. De muziek werd opgenomen en gemixt door Mike Ross.
Een uitgebreide uitgave met de volledige filmmuziek van Goldsmith werd in 1989 uitgebracht door Intrada Records.

## Tracklijst
Alle muziek is geschreven door Jerry Goldsmith, tenzij anders aangegeven.
| 1.                 | It Is Our Destiny – Bill Medley (geschreven door Ina Wolf en Peter Wolf)                         | 4:31 |
| 2.                 | Preparations                                                                                     | 5:00 |
| 3.                 | Afghanistan                                                                                      | 2:36 |
| 4.                 | The Game                                                                                         | 2:24 |
| 5.                 | Another Time                                                                                     | 3:55 |
| 6.                 | He Ain't Heavy, He's My Brother – Bill Medley (geschreven door Bob Russell en Bobby Scott)       | 4:30 |
| 7.                 | Aftermath                                                                                        | 2:42 |
| 8.                 | Questions                                                                                        | 3:36 |
| 9.                 | The Bridge – Giorgio Moroder feat. Joe Pizullo (geschreven door Giorgio Moroder en Tom Whitlock) | 3:59 |
| 10.                | Final Battle                                                                                     | 4:51 |
| Totale duur: 38:04 |                                                                                                  |      |

### Uitgebreide uitgave (Intrada Records, 1989)
1. Another Time (3:58)
2. Preparations (06:21)
3. The Money (0:52)
4. I'm Used To It (1:00)
5. Peshawar (1:12)
6. Afghanistan (2:38)
7. Questions (3:37)
8. Then I'll Die (3:34)
9. The Game (2:25)
10. Flaming Village (4:07)
11. The Aftermath (2:44)
12. Night Entry (3:58)
13. Under And Over (2:55)
14. Night Fight (6:50)
15. First Aid (2:46)
16. The Long Climb (3:25)
17. Going Down (1:52)
18. The Cave (3:31)
19. The Boot (1:53)
20. You Did It, John (1:08)
21. The Showdown (1:26)
22. Final Battle (4:50)
23. I'll Stay (9:00)

Totale duur: 75:50